# ВЛ86Ф
ВЛ86Ф (индекс Ф означает фазовая передача тока) — опытный советский магистральный двухсекционный электровоз двусистемного питания. По конструкции был схож с другим мощным электровозом — ВЛ85, но имел асинхронные тяговые двигатели, а основу системы регулирования составляли четырёхквадрантные преобразователи. Самый мощный представитель советского локомотивостроения, на момент выпуска являлся самым мощным электровозом в мире (до момента выпуска Новочеркасским заводом четырёхсекционного электровоза 4ЭС5К). В силу ряда причин, в том числе и из-за тяжёлого экономического положения в стране, данный электровоз не вошёл в серию и так и остался опытным. На данный момент обе секции порезаны на металлолом. Секция А — 2013 год, секция Б — апрель 2019 года.

## Предыстория
Первые попытки применить на советских железных дорогах электроподвижной состав с асинхронными тяговыми двигателями были предприняты ещё в 1960-е годы. Так в 1967 году завод НЭВЗ выпустил опытный электровоз ВЛ80-238, у которого на одной из секций (макетной) были установлены восьмиполюсные асинхронные тяговые электродвигатели ЭТА-1200 мощностью по 1200 кВт. Секция имела ступенчатое (32 позиции) высоковольтное регулирование напряжения, далее переменный однофазный ток преобразовывался в постоянный в выпрямительных установках, а далее в переменный трёхфазный посредством инверторов напряжения. Проведя различные испытания и выявив отдельные недостатки, в 1971 году завод выпустил электровоз ВЛ80А-751 (с асинхронными ТЭД). Данный электровоз имел механическую часть от электровоза ВЛ80, но тяговыми двигателями на нём были асинхронные НБ-602 мощностью в 1200 кВт. По сравнению с макетной секцией, на данном электровозе регулирование выходного напряжения было не ступенчатое, а плавное зонно-фазовое (по 7 зонам). Как и на секции, преобразование тока в постоянный осуществлялось в автономных инверторах напряжения — по одному на каждый тяговый двигатель. Однако несовершенство имеющейся в то время силовой электронной базы привело к сворачиванию заводом работ по исследованиям бесколлекторного тягового привода.

## Создание нового электровоза
В начале 1980-х годов появились полупроводниковые приборы с гораздо лучшими параметрами, к тому же к тому времени уже накопился опыт эксплуатации электровозов ВЛ80Р с электронными преобразователями. В результате на заводе НЭВЗ были возобновлены работы по созданию подвижного состава с асинхронными ТЭД. Было начато проектирование двух вариантов 12‑осных электровозов. Первый из них был вскоре отклонён и рабочее проектирование начали по второму. Согласно ему в силовой схеме управляемый выпрямитель и автономный инвертор напряжения заменялись на четырёхквадрантный преобразователь. Данный тип преобразователя к тому времени только появился на немецких железных дорогах и сочетал в себе и выпрямитель и трёхфазный инвертор, а заодно позволял осуществлять регулирование во всех четырёх квадрантах (отсюда и название). Изготовление установок велось на финской фирме «Стрёмберг», с которой НЭВЗ уже работал ранее (поставляла выпрямительные установки для электровозов Sr1). В конце 1985 года было завершено изготовление нового электровоза, которому присвоили обозначение ВЛ86Ф-001.

## Испытания и судьба электровоза
Электровоз ВЛ86Ф проходил пробные испытания на обкатном кольце Новочеркасского завода, в ходе которых велись работы по улучшению его конструкции. В 1988 году электровоз прошёл тягово-энергетические испытания, а затем был передан в опытную эксплуатацию в депо Батайск Северо-Кавказской железной дороги. В 1989 году электровоз был передан на экспериментальное кольцо ВНИИЖТа в подмосковной Щербинке, где прошёл ряд испытаний, а также демонстрировался на четвёртой международной выставке "Желдортранс-89".
Планировалось начать серийное производство таких электровозов, но в условиях упадка экономики закупать асинхронное импортное электрооборудование за валюту было слишком дорого. Из-за тяжёлого экономического положения в стране серийный выпуск электровозов так и не был начат.
В дальнейшем опытный электровоз был расцеплен — секция Б так и осталась на территории депо Щербинского кольца ВНИИЖТа, а секция А была возвращена на завод. В 2013 году секция А была порезана на металлолом. Секция Б в Щербинке по состоянию на 2016 год сохранялась в нерабочем проржавевшем состоянии, но в апреле 2019 года также была порезана на металлолом.